# يوري كوزنيتسوف
يوري كوزنيتسوف (2 أغسطس 1931 باكو أذربيجان - 4 مارس 2016) هو لاعب كرة قدم أذربيجاني سابق كان يلعب كمهاجم.

## وصلات خارجية
- يوري كوزنيتسوف على موقع قاعدة بيانات كرة القدم.إي يو (الإنجليزية)
- يوري كوزنيتسوف على موقع ناشيونال فوتبول تيمز (الإنجليزية)